# Lubuk Sepang (Pulau Pinang)
Lubuk Sepang is een bestuurslaag in het regentschap Lahat van de provincie Zuid-Sumatra, Indonesië. Lubuk Sepang telt 724 inwoners (volkstelling 2010).